# DownThemAll!
DownThemAll! (DTA) – rozszerzenie dla przeglądarek internetowych o charakterze menedżera pobierania plików. Stanowi alternatywę dla wbudowanych funkcji pobierania.
Umożliwia wyodrębnienie wszystkich lub wybranych plików (np. obrazów, wideo, archiwów) lub innych obiektów związanych z daną stroną internetową. Pozwala na dogodne wstrzymywanie, wznawianie lub ponawianie pobierania, a także oferuje możliwość ustalania priorytetu ściągania. Dla DownThemAll! charakterystyczne jest pobieranie plików poprzez ich podział na wiele segmentów, które są ściągane równolegle.
Dodatek obsługuje przeglądarki Mozilla Firefox, Google Chrome i Opera. Pierwsza wersja rozszerzenia została wydana 13 sierpnia 2004. 